# Laothoe mirabilis
Laothoe mirabilis är en fjärilsart som beskrevs av Jules Leon Austaut 1883. Laothoe mirabilis ingår i släktet Laothoe och familjen svärmare. Inga underarter finns listade i Catalogue of Life.